# The Meters
The Meters war eine US-amerikanische Funk-Band aus New Orleans, die überwiegend durch ihre Instrumentaltitel bekannt wurde. Seit 1994 existieren parallel The Funky Meters, die aus Art Neville, George Porter Jr., Brian Stoltz und Russell Batiste bestehen. Die 1965 gegründeten The Meters gelten als instrumentale Wegbereiter des Funk.

## Geschichte
Die Band wurde 1965 vom Keyboarder Art Neville (* 17. Dezember 1937 in New Orleans; † 22. Juli 2019 ebendort; später Neville Brothers) gegründet. Weitere Gründungsmitglieder waren der Bassist George Porter Jr. (* 26. Dezember 1947 in New Orleans), Joseph „Zigaboo“ Modeliste (Schlagzeug; * 28. Dezember 1948 in New Orleans) und Leo Nocentelli (Gitarre; * 15. Juni 1946 in New Orleans).
Die von Allen Toussaint entdeckte Funk-Band spielte zunächst als Begleitband bei Live- und Studio-Auftritten von Fats Domino, Lee Dorsey, Chris Kenner, Earl King oder Betty Harris und anderen Interpreten der New Orleans-Szene, bevor sie einen eigenen Plattenvertrag bei Josie Records erhielt.

Meters – Sophisticated Cissy

Die zunächst nicht veröffentlichte LP Sunday Under Covers With The Meters wurde im Jazz-City-Tonstudio von Cosimo Matassa im Januar 1968 aufgenommen. Im November 1968 erschien mit der Single Sophisticated Cissy der typische, stark synkopierte „funky“ Instrumentalsound, den die Band fortan kaum noch variierte. Während ihn die R&B-Charts auf Platz 7 notierten, brachte es der ungewöhnliche Sound in den Pop-Charts lediglich auf Platz 34. Cissy Strut gelangte als Nachfolgesingle schon im März 1969 sogar bis auf Platz 7 R&B (Platz 23 Pop). Die Songkonstruktion war eine gelungene, erdige Mischung des urigen Souls von Booker T. & the MG's mit Stilelementen aus den Hits von Sly & the Family Stone.
Im Mai 1969 war Zeit für die erste offizielle LP The Meters, die eine weitere Konsolidierung des Funk-Sounds präsentierte. Hierauf war Ease Back enthalten, das im Juli 1969 als Single ausgekoppelt wurde. Schon im Dezember 1969 kam die zweite LP unter dem Titel Look-Ka Py Py auf den Markt. Nun war deutlich, dass sich die Meters zu einer LP-Band spezialisierten, zumal ihre Single-Auskopplungen nicht mehr in die Top-10 der R&B-Charts gelangten. Im Juni 1970 erschien ihre dritte LP Struttin’, wie alle Vorläufer aufgenommen bei Cosimo Matassa und produziert von Allen Toussaint.
Die Meters wirkten außerdem auf Alben von Dr. John, Robert Palmer (Sneakin' Sally Through The Alley), King Biscuit Boy, Lee Dorsey, Allen Toussaint und Paul McCartney und Wings mit. Ihr stilprägender Sound ist hier deutlich wahrnehmbar. Insbesondere bei Dr. John's Erfolg In the Right Place (März 1973) kommt die Zusammenarbeit zwischen Mac Rebennack, Toussaint und den Meters zum Ausdruck.
Im Jahre 1972 wechselten sie zu Warner Brothers, ab 1974 waren sie bei Reprise. Hier erschien im Juli 1975 mit Fire on the Bayou – wiederum von Toussaint produziert – ihr erfolgreichstes Album.
Die Band löste sich 1977 offiziell auf, ab 1989 kam es zu diversen Reunion-Konzerten. 
The Meters beteiligten sich 1993 mit dem Lied Keep on Marching an dem von Peter Gabriel initiierten Kompilations-Album Plus from Us, bei dem sich einige an dem Gabriel-Album Us von 1992 beteiligte Musiker mit eigenen Arbeiten vorstellen konnten. 2013 holte Trombone Shorty alle Musiker ins Studio, um mit ihnen den Klassiker „Be My Lady“ für sein Album Say This to Say That aufzunehmen. The Meters genießen heute unter Musikfreunden Kultstatus.

## Diskografie

### Alben
| Jahr | Titel         | Höchstplatzierung, Gesamtwochen, AuszeichnungChartsChartplatzierungen (Jahr, Titel, Platzierungen, Wochen, Auszeichnungen, Anmerkungen) | Anmerkungen |
| Jahr | Titel         | US | Anmerkungen |
| ---- | ------------- | --- | ----------- |
| 1969 | The Meters    | US108 (15 Wo.)US | Josie 4010  |
| 1969 | Look-Ka Py Py | US198 (2 Wo.)US | Josie 4011  |
| 1970 | Struttin’     | US200 (2 Wo.)US | Josie 4012  |

Weitere Alben
- 1972: Cabbage Alley (Reprise)
- 1972: The Meters Jam (Rounder)
- 1974: Rejuvenation (Reprise)
- 1974: Cissy Strut (Island)
- 1975: Fire on The Bayou (Reprise)
- 1975: Best of The Meters (Josie)
- 1976: Trickbag (Reprise)
- 1977: New Directions (Warner)
- 1979: Good Old Funky Music (Pye)
- 1980: Second Line Strut (Charly)
- 1992: Live on the Queen Mary
- 1992: Uptown Rulers (Live 1975) (Rhino)
- 1992: The Original Funkmasters (Charly)
- 1993: Live at the Moonwalker, featering the J.B. Horns  (Lakeside records)[7]
- 1994: Fundamentally Funky (Charly)
- 1994: Crescent City Groove
- 1995: Funkify Your Life (Rhino)
- Kickback
- 2002: Funky Good Time: Live at Moonwalker, Vol. 1
- Fiyo at the Fillmore, Vol. 1 (Live)
- 2004: Message from The Meters
- Here Come The Metermen
- The Meters At Rozy’s (RGA)
- Funky Miracle (Charly)

### Singles
| Jahr | Titel Album         | Höchstplatzierung, Gesamtwochen, AuszeichnungChartsChartplatzierungen (Jahr, Titel, Album, Platzierungen, Wochen, Auszeichnungen, Anmerkungen) | Anmerkungen |
| Jahr | Titel Album         | US | Anmerkungen |
| ---- | ------------------- | --- | ----------- |
| 1969 | Sophisticated Cissy | US34 (8 Wo.)US | Josie 1001  |
| 1969 | Cissy Strut         | US23 (11 Wo.)US | Josie 1005  |
| 1969 | Ease Back           | US61 (6 Wo.)US | Josie 1008  |
| 1969 | Look-Ka Py Py       | US56 (10 Wo.)US | Josie 1015  |
| 1970 | Chicken Strut       | US50 (8 Wo.)US | Josie 1018  |
| 1970 | Hand Clapping Song  | US89 (4 Wo.)US | Josie 1021  |
| 1977 | Be My Lady          | US78 (2 Wo.)US |             |

Weitere Singles
- 1969: Dry Spell (Josie 1013)
- 1970: A Message From The Meters (Josie 1021)
- 1970: Stretch Your Rubber Band (Josie 1026)
- 1971: Doodle Oop (Josie 1029)
- 1971: Good Old Funky Music (Josie 1031)
- 1974: Africa (Reprise 1307)
- 1975: They All Ask’d For You (Reprise 1338)
- 1976: Mardi Gras Mambo (Sansu 1015)